# Fastelavnsfesten
Fastelavnsfesten er en dansk kortfilm fra 1995, der er instrueret af Morten Køhlert efter manuskript af ham selv og Ola Saltin.

## Handling
Denne artikel mangler et handlingsreferat. Hjælp os med at skrive det.